# Erigone canthognatha
Erigone canthognatha är en spindelart som beskrevs av Chamberlin och Ivie 1935. Erigone canthognatha ingår i släktet Erigone och familjen täckvävarspindlar. Inga underarter finns listade i Catalogue of Life.